# Araneus guatemus
Araneus guatemus är en spindelart som beskrevs av Levi 1991. Araneus guatemus ingår i släktet Araneus och familjen hjulspindlar.
Artens utbredningsområde är Guatemala. Inga underarter finns listade i Catalogue of Life.